# ميشيل روبيدا
ميشيل روبيدا (بالفرنسية: Michel Robida)‏ ولد عام 1909 بباريس وتوفى في 8 مايو 1991، وهو صحفي وكاتب فرنسي. حصل على جائزة فيمينا الأدبية عام 1946.